# Karujärv
Karujärv är en sjö i Estland.   Den ligger i landskapet Saaremaa (Ösel), i den västra delen av landet, 190 km sydväst om huvudstaden Tallinn. Karujärv ligger 34 meter över havet. Arean är 3,3 kvadratkilometer. Den ligger på ön Ösel. I omgivningarna runt Karujärv växer i huvudsak blandskog. Den sträcker sig 2,8 kilometer i nord-sydlig riktning, och 2,0 kilometer i öst-västlig riktning.